# Ava Lowle Willing
Ava Lowle Willing (Filadelfia, 15 settembre 1868 – New York, 9 giugno 1958) è stata una socialite statunitense, prima moglie del colonnello John Jacob Astor IV.

## Biografia
Ava era la figlia di Edward Shippen Willing, e di sua moglie, Alice Caroline Barton. Aveva una sorella maggiore e due fratelli maggiori:
- Susan Ridgway Willing (1862-1940), sposò Francis Cooper Lawrence Jr., ebbero una figlia;
- John Rhea Barton Willing (1864-1913);
- Edward Shippen Willing Jr. (1867-1873).

Era una discendente diretta del generale Benedict Arnold. Suo padre era un nipote dell'imprenditore e finanziere americano Thomas Willing mentre sua madre era la figlia del famoso chirurgo ortopedico John Ray Barton. Frequentò la Miss Porter's School a Farmington ed era considerata estremamente intelligente: conosceva e parlava diverse lingue straniere ed era anche interessata alla letteratura, alla musica e alla pittura.

## Matrimoni

### Primo matrimonio
Sposò, il 17 febbraio 1891, il colonnello John Jacob "Jack" Astor IV (1864–1912), figlio di William Backhouse Astor, Jr.. Trascorsero la loro luna di miele in giro per l'Europa. La coppia di sposini ricevette, tra i tanti regali sontuosi, una casa ammobiliata sulla Fifth Avenue a New York. Sebbene il matrimonio fosse tumultuoso, la coppia ebbe due figli:
- William Vincent Astor (15 novembre 1891–3 febbraio 1959)[4]
- Ava Alice Muriel Astor (7 luglio 1902–9 luglio 1956)[5]

Nel 1896, la signora Astor era diventata socialmente attiva in Inghilterra. Aveva una tenuta di campagna, Sutton Place a Guildford, e una casa a Grosvenor Square a Mayfair, Londra.
Nel 1909, dopo essere tornata dall'Inghilterra, Ava fece causa a Jack per il divorzio il 19 novembre e quattro mesi dopo, il 5 marzo 1910, lo Stato di New York decretò in suo favore. Ha ricevuto un risarcimento di $ 10 milioni (equivalenti a $ 277.750.000 nel 2020) e ottenendo la custodia della figlia.

### Secondo matrimonio
Nel settembre 1911, Ava e sua figlia si trasferirono in Inghilterra. Quando scoppiò la prima guerra mondiale, Ava fu coinvolta nell'American Women's War Relief Fund e ricoprì il ruolo di vicepresidente del gruppo.
Il 3 giugno 1919, Ava sposò Thomas Lister, IV barone Ribblesdale a St Mary's, Bryanston Square a Londra ed era conosciuta come Lady Ribblesdale. Lister morì sei anni dopo, il 21 ottobre 1925, nella loro residenza di Londra. Non ebbero figli insieme e dopo la morte del barone Ribblesdale, lei non si risposò.
Nel giugno 1940, tornò negli Stati Uniti sulla nave di linea SS President Roosevelt come rifugiata di guerra, reclamò la sua cittadinanza americana e divenne nota come Mrs. Ava Willing Ribblesdale.

## Morte
Il 9 giugno 1958, Ava morì nel suo appartamento al 720 di Park Avenue a Manhattan. Ava è sepolta al Locust Valley Cemetery. Ha lasciato un lascito simbolico di $ 25.000 a suo figlio Vincent, ma la maggior parte del suo patrimonio di $ 3.000.000 è stata lasciata ai quattro figli di sua figlia Ava Alice.